# Volodymyr Bahmut
Volodymyr Mykolajovyč Bahmut, altresì noto con il nome sovietico Vladimir Bagmut (in ucraino Володимир Миколайович Багмут?, in russo Владимир Николаевич Багмут?, angl. Volodymyr Mykolayovych Bahmut; Dniprodzeržyns'k, 21 febbraio 1962), è un ex calciatore ucraino, di ruolo difensore.

## Carriera

### Club
Cresciuto nel Metallurg Zaporižžja, diviene presto una leggenda del Dnepr (dal 1991 Dnipro), società per la quale gioca dal 1983 al 1997 con un'interruzione nella stagione 1993-1994, quando ritorna a Zaporižžja per giocare nel Torpedo. Con la società di Dnipropetrovsk totalizza 276 incontri di campionato e 25 reti, vincendo due campionati sovietici, una coppa sovietica, una supercoppa sovietica e due coppe della federazione sovietica.
Vanta 11 partite di Coppa dei Campioni e 6 incontri di Coppa UEFA con il Dnepr.

## Palmarès

### Club

#### Competizioni nazionali
- Vysšaja Liga: 2

Dnepr: 1983, 1988
- Superkubok SSSR: 1

Dnepr: 1988
- Kubok SSSR: 1

Dnepr: 1988-1989
- Kubok Federacii SSSR: 2

Dnepr: 1986, 1989